# Igor Vitaljevics Szimutyenkov
Igor Vitaljevics Szimutyenkov (oroszul: Игорь Витальевич Симутенков; Moszkva, 1973. április 3. –) orosz válogatott labdarúgó, edző. 

## Pályafutása

### Klubcsapatban
Pályafutását 1990-ben a Gyinamo Moszkvában kezdte. 1994-ben az év labdarúgójának választották Oroszországban. 1994 és 1999 között Olaszországban játszott a AC Reggianában  (1994–98) és a Bolognában (1998–99). 2000 és 2002 között a spanyol CD Tenerife, 2002 és 2004 között az amerikai Kansas City Wizards játékosa volt. 2005-ben hazatért Oroszországba a Rubin Kazany együtteséhez. 2006-ban a Gyinamo Voronyezs játékosaként vonult vissza az aktív játéktól. 

### A válogatottban
1994 és 1998 között 20 alkalommal játszott az orosz válogatottban és 9 gólt szerzett. Részt vett az 1996-os Európa-bajnokságon.

### Edzőként
2007-ben a másodosztályban szereplő Torpedo-ZIL Moszkvánál kezdte az edzői pályafutását. 2007 és 2009 között az orosz válogatott utánpótlásában dolgozott. 2009-ben a Zenyit Szentpétervárnál kezdett el dolgozni Luciano Spalletti segítőjeként. 2014 és 205 között az orosz válogatott segédedzője volt. 2015 és 2017 között a Zenyit tartalékait edzette, 2017-től a felnőtt csapatnál segédedző.

## Sikerei, díjai
Egyéni
- Az év orosz labdarúgója (1): 1994
- Az orosz bajnokság gólkirálya (1): 1994 (21 gól)

Kansas City Wizards
- Lamar Hunt U.S. Open Cup (1): 2004